# 隐花马先蒿隐花亚种
隐花马先蒿隐花亚种（学名：Pedicularis cryptantha sp. cryptantha）为玄参科马先蒿属下的一个亚种。

## 扩展阅读
- 維基物種上的相關：隐花马先蒿隐花亚种